# Идрийское кружево
Идрийское кружево (словен. Idrijska čipka) — разновидность плетёного кружева, производимого в городе Идрия (Словения).

## История
Первое упоминание об идрийском кружеве датируется 1696 годом. Известно, что в это время идрийское кружево плели из льняной нити и использовали для украшения как обычной одежды, так и церковных облачений.
В 1860 году Штефан и Каролина Лапайне начали торговать идрийским кружевом.
В 1876 году была основана школа идрийского кружева, первой преподавательницей которой стала Иванка Ферьянчич. После смерти Иванки три года спустя преподаванием занялась её сестра Антонина. Занятия по плетению кружев проводились также в народной школе.
В конце XIX — начале XX века интерес к кружеву возрос, и Идрия стала одним из важнейших центров изготовления кружева в Австро-Венгрии. Велась торговля с различными странами Восточной и Западной Европы. Конкуренция с другими производителями была возможна только за счёт увеличения производства, поэтому использовались в основном простые узоры на пяти парах коклюшек. После Второй мировой войны интерес к идрийскому кружеву угас, и его плетением занимались лишь пожилые женщины.
В 2017 году идрийское кружевоплетение было внесено в Список нематериального культурного наследия ЮНЕСКО.
В настоящее время кружево производят в основном для туристов. Каждое лето проводится Фестиваль идрийского кружева, важной частью программы которого является конкурс.

## Технология изготовления
Идрийское кружево плетут на коклюшках, прикалывая работу к шаблону, который в свою очередь прикрепляется к подушечке-валику.

## Примечание
1. ↑  Na prelomnici: razvojna vprašanja Obèine Idrija (словенск.) / Janez Nared, Drago Perko. — Založba ZRC, 2010. — P. 196.
2. ↑  Na prelomnici: razvojna vprašanja Obèine Idrija (словенск.) / Janez Nared, Drago Perko. — Založba ZRC, 2010. — P. 198.
3. ↑  Ivanka Ferjančič (21.12.1850 — 21.5.1879) (словен.). Čipkarska šola Idrija. Дата обращения: 10 мая 2020. Архивировано из оригинала 26 марта 2020 года.
4. ↑  Sklep o vpisu v register žive dediščine (словен.). Ministrstvo za kulturo (5 июля 2017). Дата обращения: 10 мая 2020. Архивировано 26 марта 2020 года.
5. ↑  Idrijska čipka (словен.). Tina Koder: avtorska idrijska čipka. Дата обращения: 10 мая 2020. Архивировано 21 октября 2019 года.
6. ↑  Traditional Idrija lace (англ.). Idrijska čipka. Дата обращения: 10 мая 2020. Архивировано из оригинала 2 июня 2021 года.
7. ↑  Bobbin lacemaking in Slovenia (англ.). Intangible cultural heritage. Дата обращения: 10 мая 2020. Архивировано 19 декабря 2020 года.
8. ↑  Anja Intihar (24 апреля 2020). Tudi festival idrijske čipke moral priznati premoč koronavirusu. Delo (словенск.). Архивировано 4 мая 2020. Дата обращения: 10 мая 2020.
9. ↑  O festivalu in Idrijski čipki (словен.). Idrija lace festival. Дата обращения: 10 мая 2020. Архивировано 27 марта 2020 года.
10. ↑  Jadwiga Turska. Koronki (пол.). — Warszawa: Watra, 1969. — P. 74.